# Annales Fuldenses

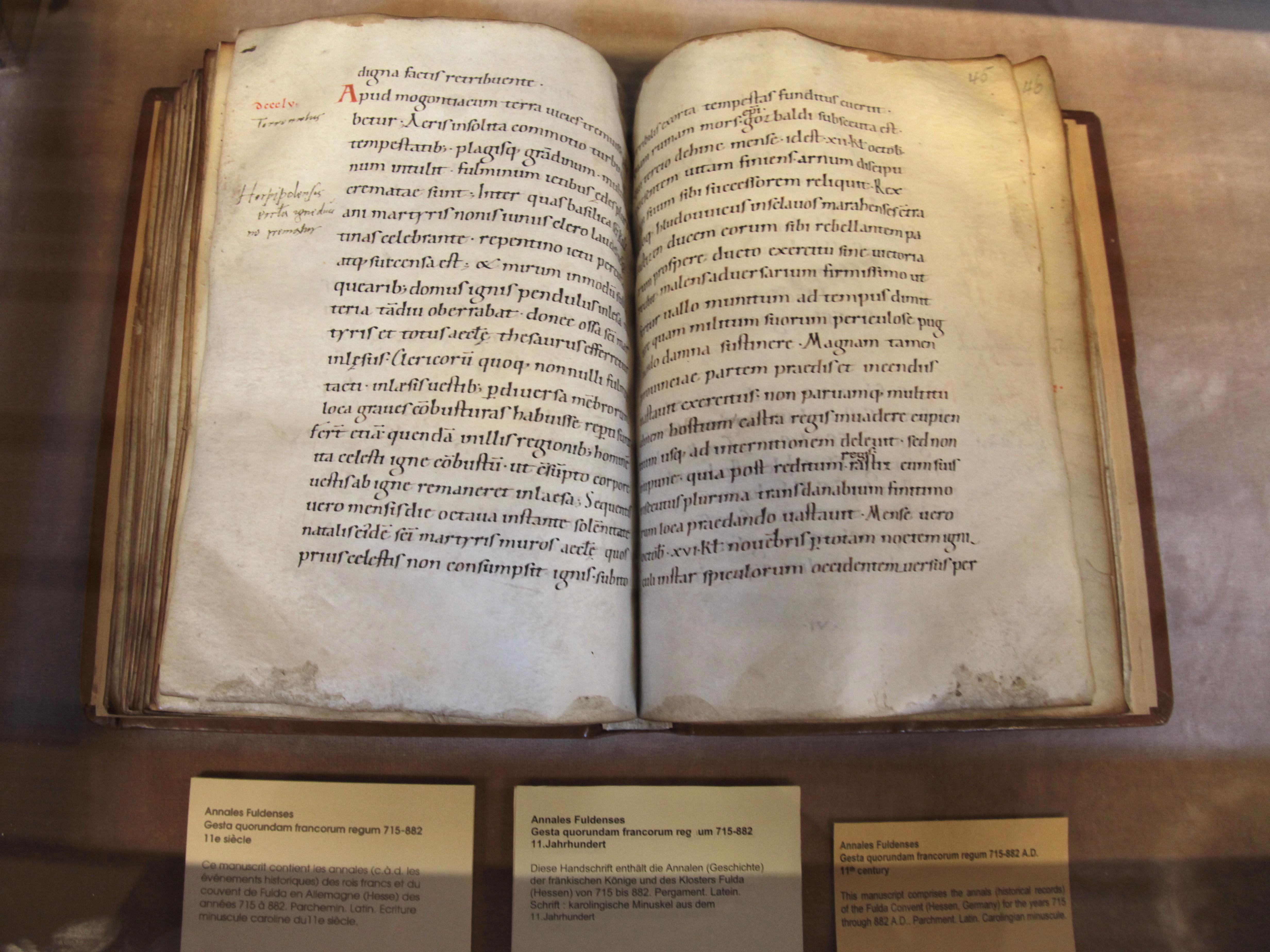
Carolina-Kopie aus dem 11. Jahrhundert in der Humanistenbibliothek in Schlettstadt. Aufgeschlagen ist der Bericht zum Jahr 855 mit dem Erdbeben in Mainz.

Die Annales Fuldenses, Jahrbücher von Fulda oder Fuldaer Annalen sind die umfangreichste Annalenkompilation im ostfränkischen Reich des 9. Jahrhunderts. Der Name stammt aus dem 17. Jahrhundert, da man als wichtigen Autor Rudolf von Fulda und Material aus dem Kloster Fulda vermutete. 

## Überblick
Die Annales Fuldenses wurden wohl in Mainz abgefasst. Über den oder die Verfasser der Annalen besteht in der Forschung bis heute keine Einigkeit. Friedrich Kurze unterschied drei Teile des Gesamtwerkes und nahm Einhard, Rudolf von Fulda und Meginhard (ein Mönch aus Fulda) als Autoren an. Kurzes Schlussfolgerungen (wie auch seine Edition) wurden bald jedoch kritisiert. Siegfried Hellmann kam nach Bewertung der handschriftlichen Überlieferung zu gegenteiligen Ergebnissen über die Entstehung des Werkes. Nach Hellmann war weder Einhard, noch Rudolf, noch Meginhard am Zustandekommen der Annalen beteiligt. Hellmann zufolge sind sie vielmehr die Arbeit eines unbekannten Verfassers aus Mainz. Bis heute konnten sich weder die Positionen von Kurze noch die von Hellmann uneingeschränkt durchsetzen. Mittlerweile werden Einhard und Meginhard als Autoren in der Regel ausgeschlossen. Die Beteiligung Rudolfs bleibt umstritten. Timothy Reuter betonte, dass Kurzes Edition unbefriedigend ist und erst eine gründliche neue Edition, in der alle Manuskripte einbezogen werden, genaueren Aufschluss über Ursprung und Entstehung geben kann. Eine enge Beziehung zum Mainzer Erzbistum, vor allem zum langjährigen und einflussreichen Erzbischof Liutbert und zur königlichen Hofkapelle ist jedoch anzunehmen.
Die Annales Fuldenses sind in über zehn erhaltenen mittelalterlichen Handschriften überliefert, von denen die älteste aus dem 10. Jahrhundert stammt. Sie liegen in verschiedenen Versionen vor und reichen von 714 bis 901. Der erste Teil bis 829 ist eine Kompilation aus älteren Annalen, vor allem den Reichsannalen und der Kleinen Lorscher Frankenchronik. Der folgende Teil der Annalen bis 863 ist selbstständig und wohl überwiegend zeitnah entstanden. Die Darstellung ist mit großer Wahrscheinlichkeit in Mainz und nicht in Fulda entstanden. Die Arbeit wurde nach einer Unterbrechung um 870 fortgeführt und zugleich wurden die Jahre von 864 bis 869 ergänzt. Es existieren daneben zwei weitere, teils abweichende Fassungen, in denen die Darstellung auch fortgesetzt wurde. Unterschieden wird die Mainzer Fortsetzung (bis 887), die im Umfeld Liutberts entstand, sowie eine bayerische Version (882 bis 901), die oft als Regensburger oder bayerische Fortsetzung bezeichnet wird und am Regensburger Hof Arnolfs von Kärnten sowie im Bistum Passau verortet werden kann.
Alle drei Fassungen (die erste Fassung bis 882 sowie die beiden Fortsetzungen) weisen gewisse Abweichungen voneinander auf. Die Mainzer und die Regensburger Fortsetzung unterscheiden sich auch für die Zeit nach 882 inhaltlich, wie die jeweils tendenziöse, aber abweichende Schilderung der Ereignisse zum Jahr 887 zeigt. In der Mainzer Fortsetzung ist eine feindliche Haltung gegenüber König Karl III. feststellbar; dies ist darauf zurückzuführen, dass Liutbert 882 seine Position als Erzkanzler an Karls Erzkanzler Liutward von Vercelli verlor.
Die Annalen stellen eine sehr wichtige erzählende Quelle für die ostfränkische Geschichte im 9. Jahrhundert dar. In den unterschiedlichen Berichten stehen vor allem die Handlungen des jeweiligen Königs im Mittelpunkt und weniger Kirchenfragen (trotz mancher Wunderberichte). Nicht immer ist jedoch klar, wie gut der oder die Verfasser informiert waren, da manche Schilderung relativ vage bleibt. Die Berichte über die zahlreichen Wundergeschichten, Missernten und Hungersnöte geben einen Eindruck von der Mentalität der Menschen. Bei einer durch Missernte verursachten Teuerung gibt das chronikalische Werk erstmals im Mittelalter einen genauen Getreidepreis an (Annales Fuldenses sub anno 850). Ein Großteil der Berichte stammt aus dem Bereich der Grundherrschaft der Mainzer Kirche. Geographisch ist eine unterschiedliche Schwerpunktsetzung in der Regensburger Fortsetzung erkennbar, wo das Interesse für den östlichen Grenzraum Bayerns deutlich ist. Die Annalen fanden weite Verbreitung und wurden in der Folgezeit von verschiedenen Autoren herangezogen, so zum Beispiel von Adam von Bremen (11. Jahrhundert), vom unbekannten Verfasser der schwäbischen Chronik, von Sigbert von Gembloux, von Annalista Saxo und von Marianus Scotus.

## Ausgaben und Übersetzungen
- Annales Fuldenses sive Annales regni Francorum Orientalis (MGH SS rer. Germ. 7). Herausgegeben von Friedrich Kurze. Hannover 1891; Ndr. Hannover 1978.
- Quellen zur karolingischen Reichsgeschichte. Teil 3: Jahrbücher von Fulda, Regino: Chronik, Notker: Taten Karls. Bearbeitet von Reinhold Rau. 4., gegenüber der 3. um einen Nachtrag erweiterte Auflage. Wissenschaftliche Buchgesellschaft, Darmstadt 2002, S. 19–177 (lateinischer Text und deutsche Übersetzung).
- The Annals of Fulda. Hrsg. und übersetzt von Timothy Reuter. Manchester University Press, Manchester/New York 1992 (ausführlich kommentierte englische Übersetzung ab dem Jahr 838).